# 马赫
马赫（M或Ma）是流体力学中的无量纲数，表示通过边界的流速与局部音速之比。
{\displaystyle \mathrm {M} ={\frac {u}{c}}}，
其中：
M为局部马赫数，
u为相对于边界的局部流速，
c为介质中的音速。
馬赫數的命名是為了紀念奧地利學者恩斯特·马赫（德語：Ernst Mach）。

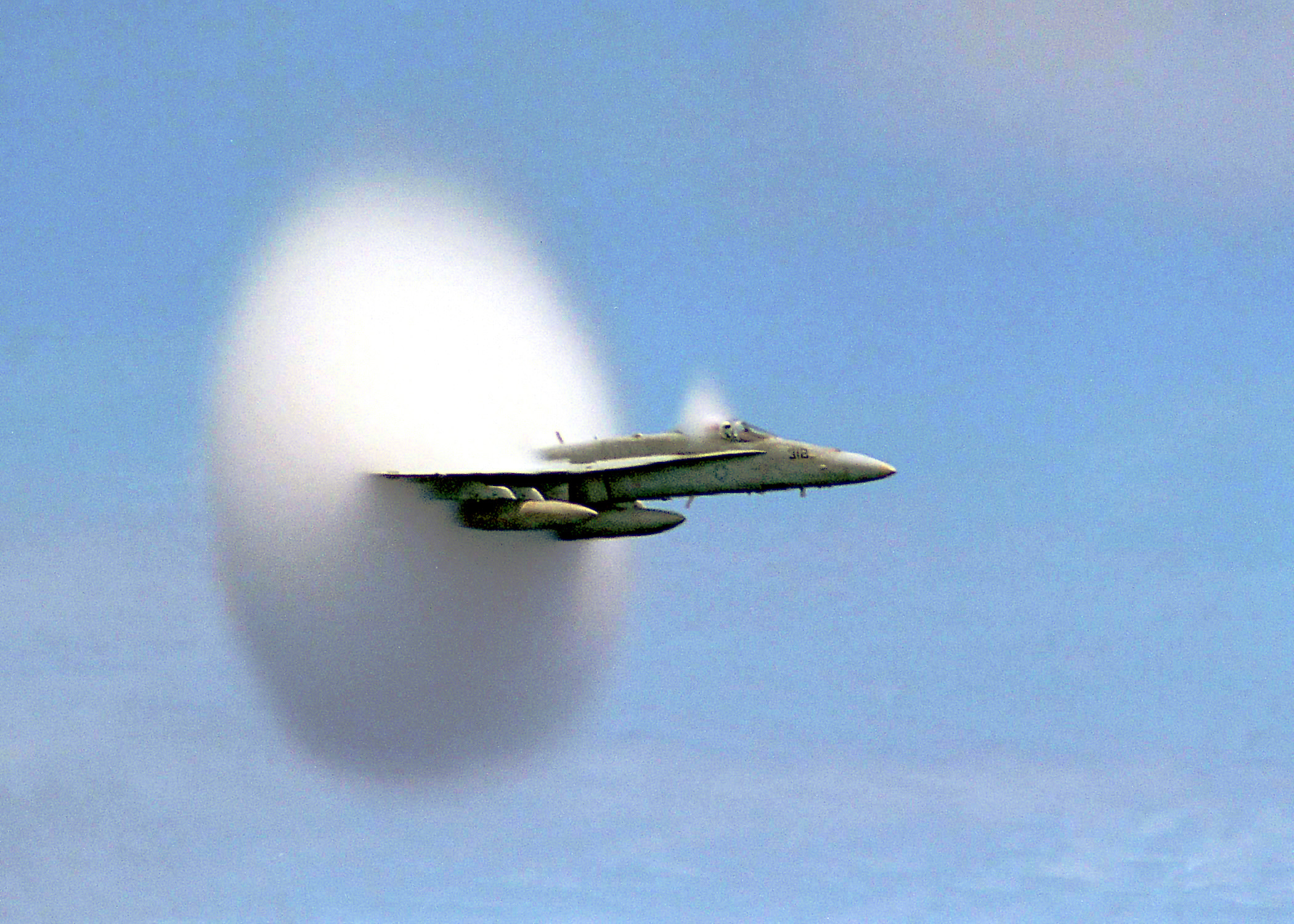
F/A-18大黃蜂戰機以接近音速的速度飛行。

马赫一般用于飞机、火箭等航空航天飞行器。由于声音在空气中的传播速度随着不同的条件而不同，因此马赫也只是一个相对的单位，每“一马赫”的具体速度并不固定。在低温下声音的传播速度低些，一马赫对应的具体速度也就低一些。因此相对来说，在高空比在低空更容易达到较高的马赫数。
1947年10月14日，查克·葉格驾驶X-1试验飞机在加州南部上空脱离B-29母机，上升到一万二千公尺高空，并在此高度上达到每小时1078公里的速度，首次突破音障，超过了一马赫。
當馬赫數Ma<0.3時，流體所受的壓力不足以壓縮流體，僅會造成流體的流動。在此狀況下，流體密度不會隨壓力而改變，此種流場稱為亞音速流（Subsonic flow），流場可視為不可壓縮流場。一般的水流及大氣中空氣的流動，譬如湍急的河流、颱風風場和汽車的運動等，皆屬於不可壓縮流場。但流體在高速運動（流速接近音速或大於音速）時，流體密度會隨壓力而改變，此時氣體之流動稱為可壓縮流場（Compressible flow）。當馬赫數Ma>1.0，稱為超音速流（Supersonic flow），此類流況在航空動力學中才會遇到。
任何超過音速移動的物體會從頭部向後產生錐狀的能量震波（速度越高錐角越小），其力量可能會破壞接觸物體，而且會摩擦製造高溫，因此其體型設計必須盡量限制在錐狀震波的範圍內，同時要採用高抗熱性的材料。
在地表的速度換算相當於一馬赫≈1235km/h,767mph,1125ft/s。飛行物在相同的速度下，其馬赫會因所在高度空氣的音速不同而有差異；高度越高，音速越低，而使得馬赫越高，因此高空飛行的速度會降低以免產生衝擊。

## 分類
依照馬赫數的不同，流體分為幾種流況：
- 不可壓縮流
  - 次音速不可壓縮流：M<0.3
- 可壓縮流
  - 次音速可壓縮流：0.3≤M≤0.75
  - 穿音速：0.75≤M≤1.2
  - 超音速：1.2≤M≤5
  - 超高音速：M≥5

## 馬赫角

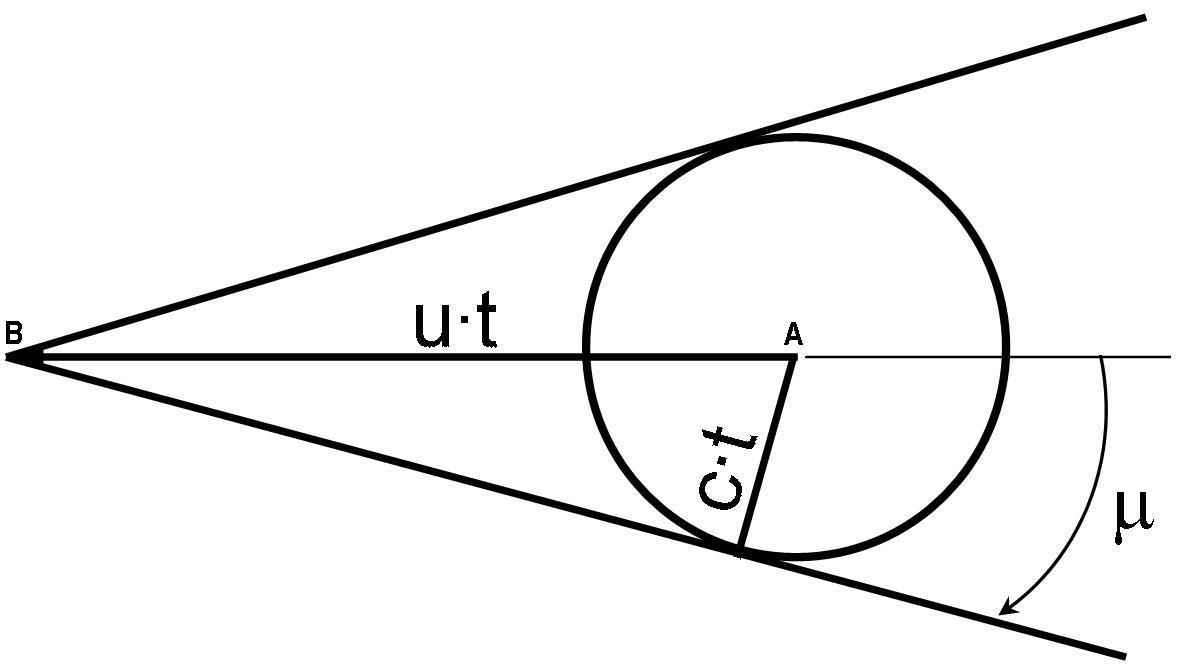
對於一個超音速物體當他由點移動到點（距離為），以距離點處畫一個圓，這兩者相對的角度就是馬赫角。而兩條線即是馬赫線（二維）或是馬赫錐（三維）

馬赫角{\displaystyle {\mathit {\mu }}}由物體速度與震波傳遞速度所定義，可由以下公式計算而得：
{\displaystyle {\mathit {\mu }}=\arcsin {1 \over M}\;}。
其中{\displaystyle M}代表馬赫數，馬赫角即為震波與運動方向的夾角。